# Toul
Toul je francouzská obec v departementu Meurthe-et-Moselle v regionu Grand Est. V roce 2009 zde žilo 15 939 obyvatel. Je centrem arrondissementu Toul. V České republice je partnerským městem Jaroměř.

## Historie

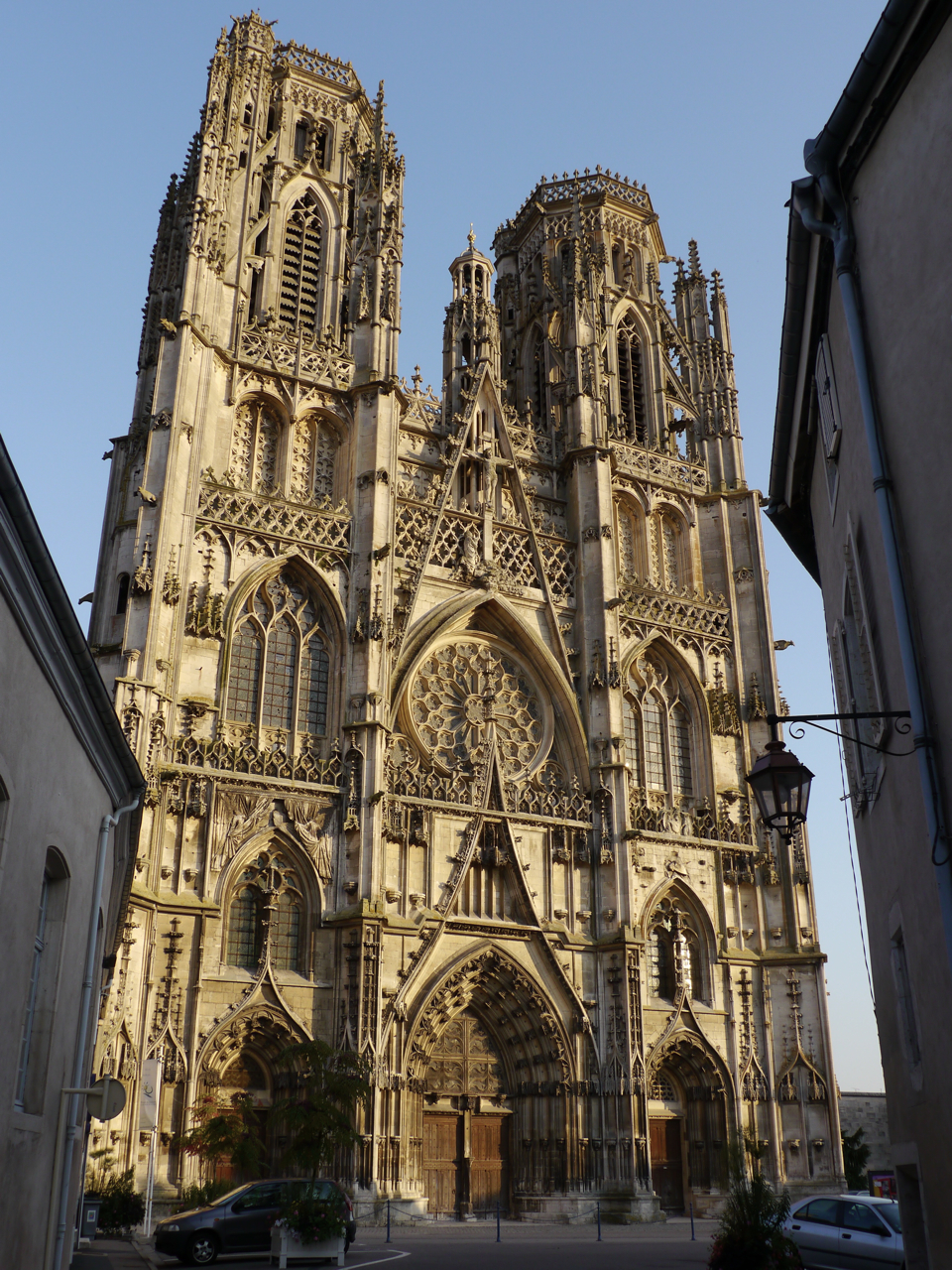
Průčelí katedrály sv. Štěpána

Místo bylo archeologickou a historickou lokalitou římské antiky a středověku. Tullum Leucorum bylo v období římské říše hlavním městem galského kmene Leuci. Osídlení přetrvalo i po pádu římské říše v době stěhování národů.
Jak významným bylo centrem, dosvědčují fakta, že zde od 4. století sídlil biskup, a v roce 550 král Theudebald do Toulu svolal synodu. Biskupství existovalo až do roku 1807, kdy bylo přesunuto do Nancy.
Poblíž Toulu se odehrála v roce 612 bitva, v níž byl král Theudebert II. poražen burgundským králem Theuderikem II. Meerssenskou smlouvou z roku 870 se Toul stal součástí Východní Francie, později Svaté říše římské. Během vrcholného středověku se Toul stal svobodným císařským městem. K Francii město přpojil král Jindřich II. v roce 1552; potvrdil to Vestfálský mír z roku 1648. Tehdy bylo město součástí francouzské provincie Tří biskupství a získalo dokonalý systém opevnění, které bylo ještě rozšířeno o kasemata a předsunuté bašty v době barokní, na leteckých snímcích města je dobře viditelné dosud.
Během obléhání města  za francouzsko-pruské války v roce 1870 byla naposledy využita jako toulská pevnost.
Během 1. světové války se oblast kolem Toulu stala základnou leteckých sil Air Service Spojených států. V září 1918 odtud Američané zahájili ofenzívu St. Mihiel a Meuse-Argonne. Během 2. světové války opět šlo o strategické území, které využívala americká stíhací skupina Toul-Croix De Metz Airfield (A-90).

## Památky
- Katedrála sv. Štěpána - vrcholně gotická stavba
- Biskupský palác, nyní radnice, z poloviny 18. století
- renesanšní dům lékárny
- Městské opevnění, projektoval architekt a fortifikační inženýr Sébastien Le Prestre de Vauban
- Musée d'art et d'histoire - Muzeum umění a historie

## Galerie

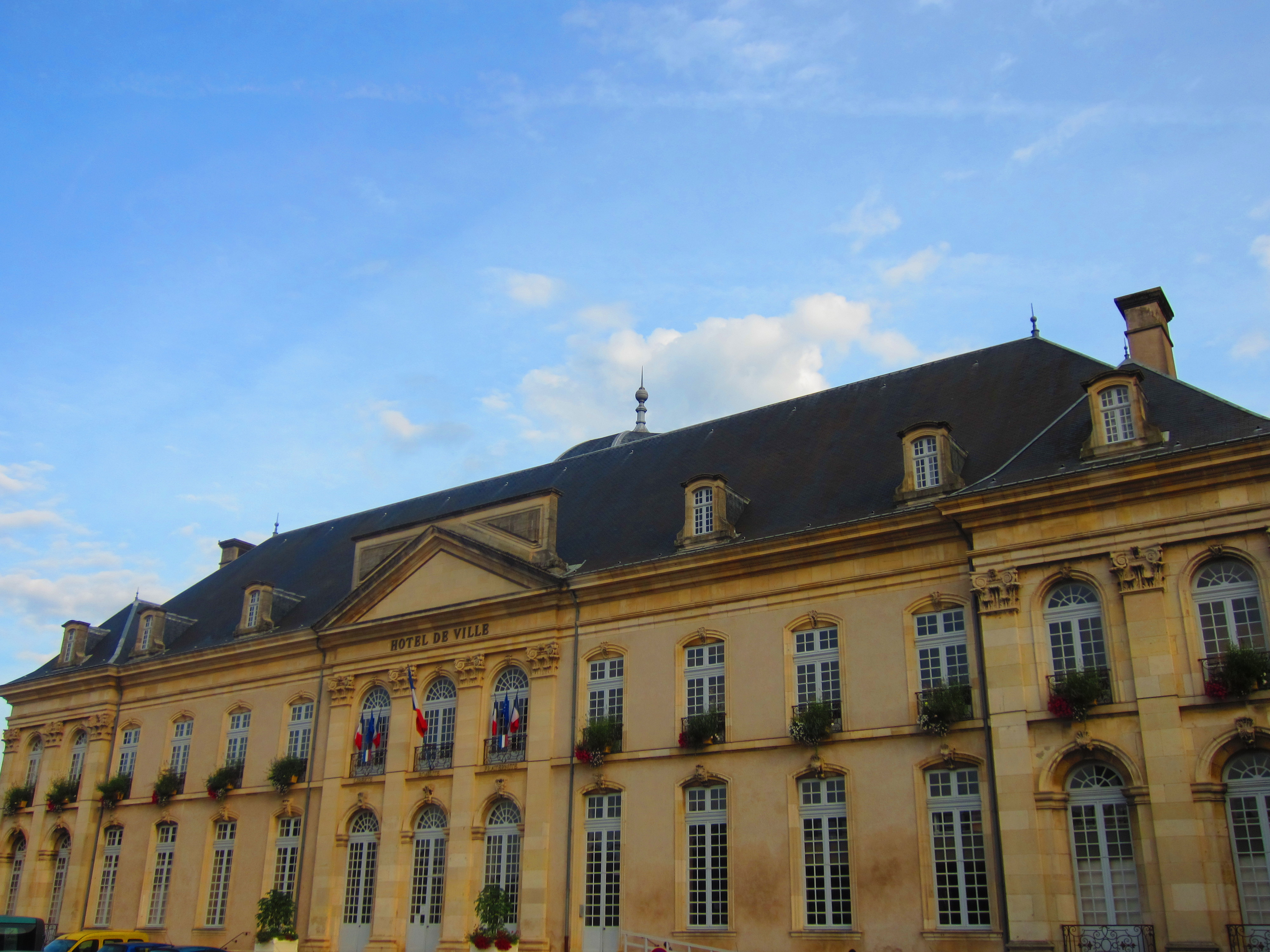
Biskupský palác, nyní radnice
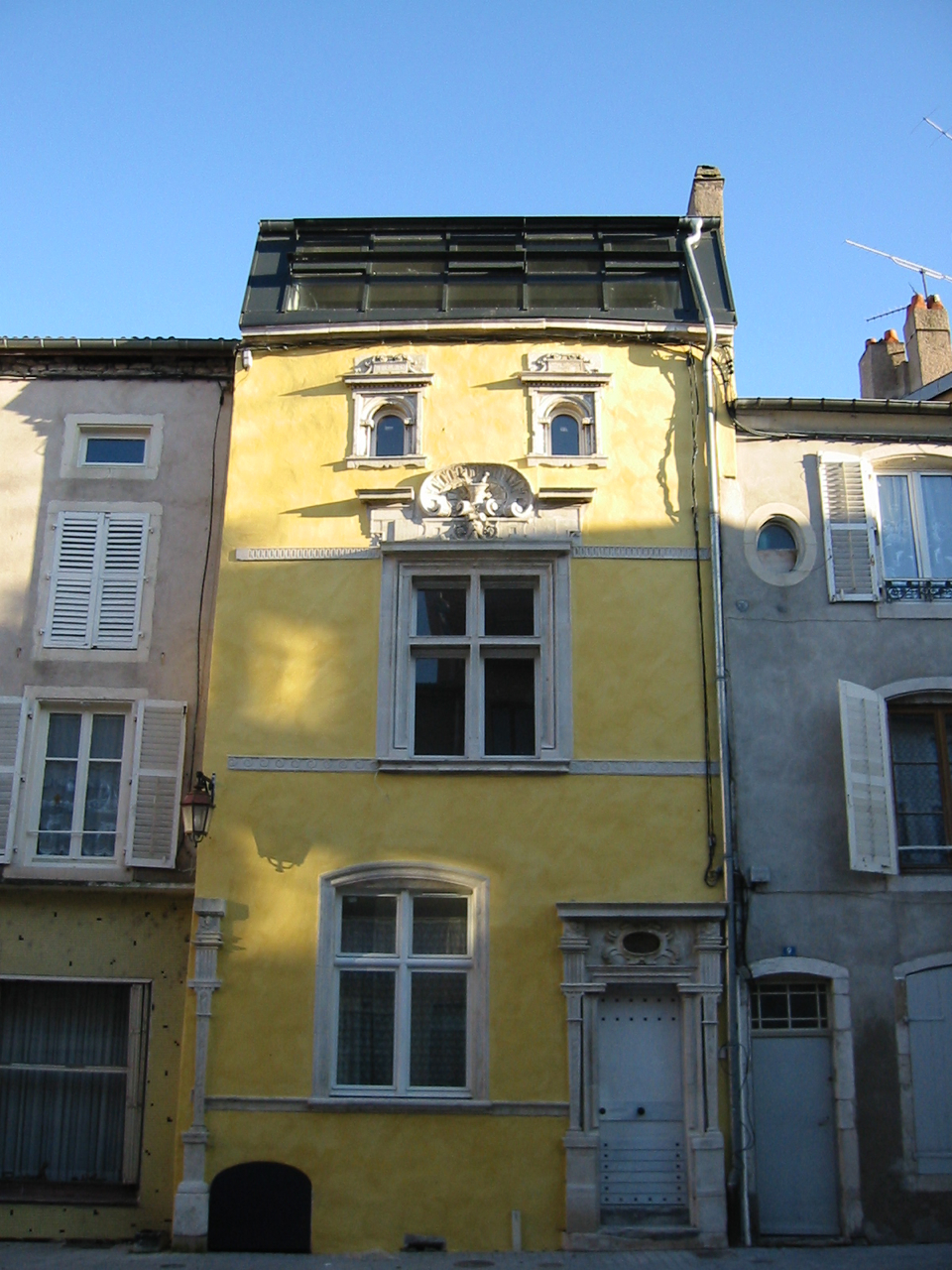
Renesanční lékárna
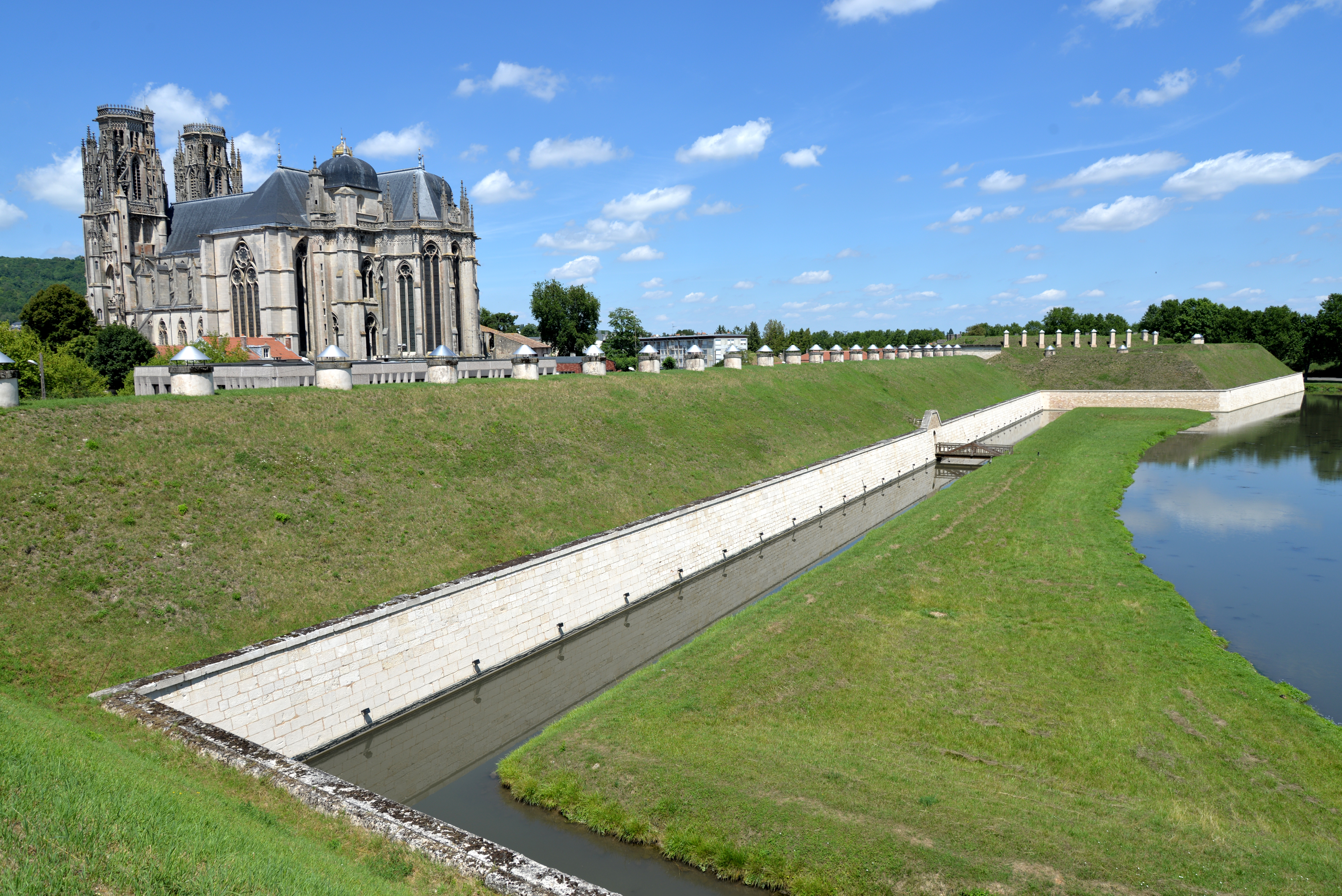
Nábřeží s katedrálou
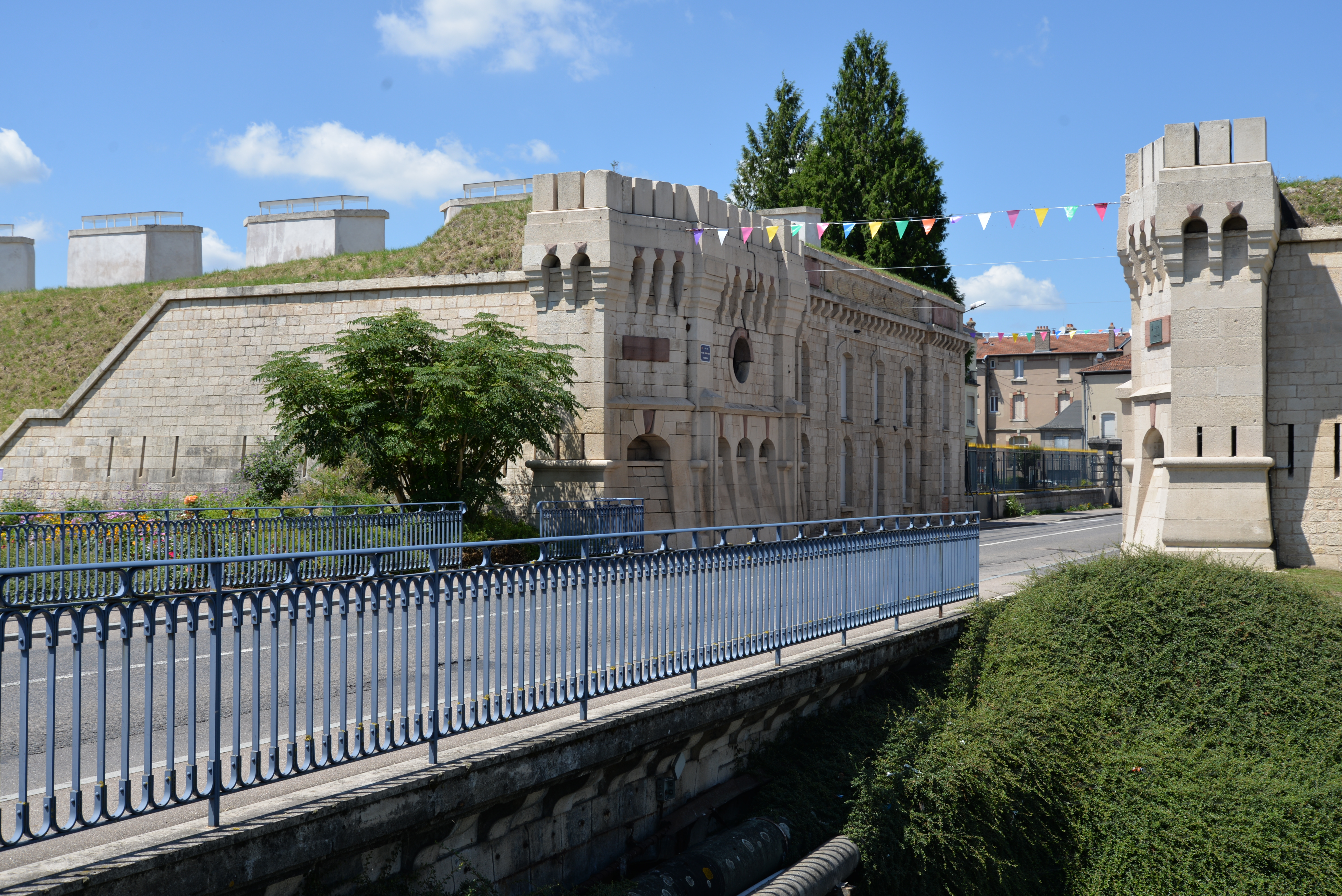
Opevnění a řeka Mosella
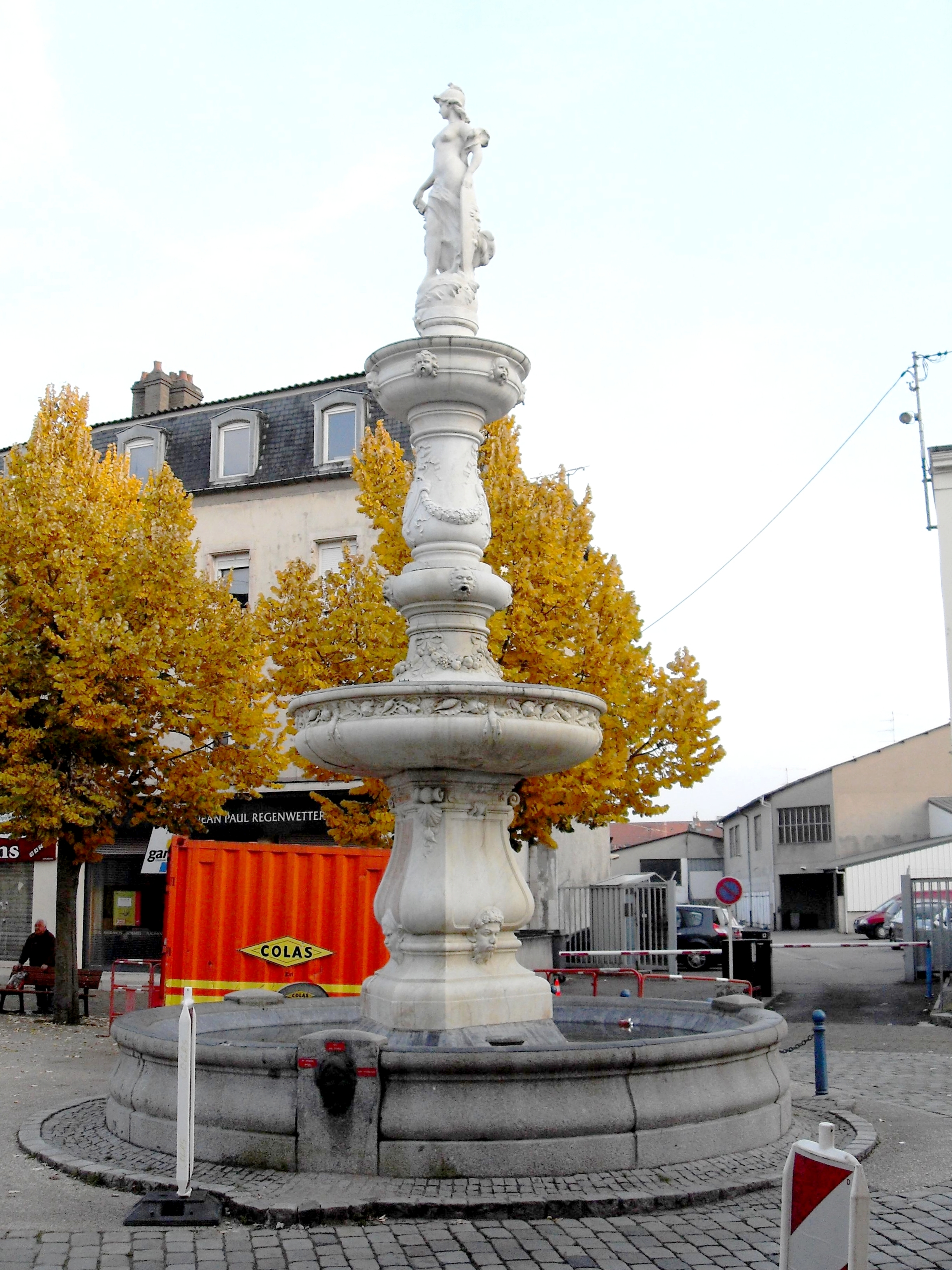
Kašna Louis-Curel
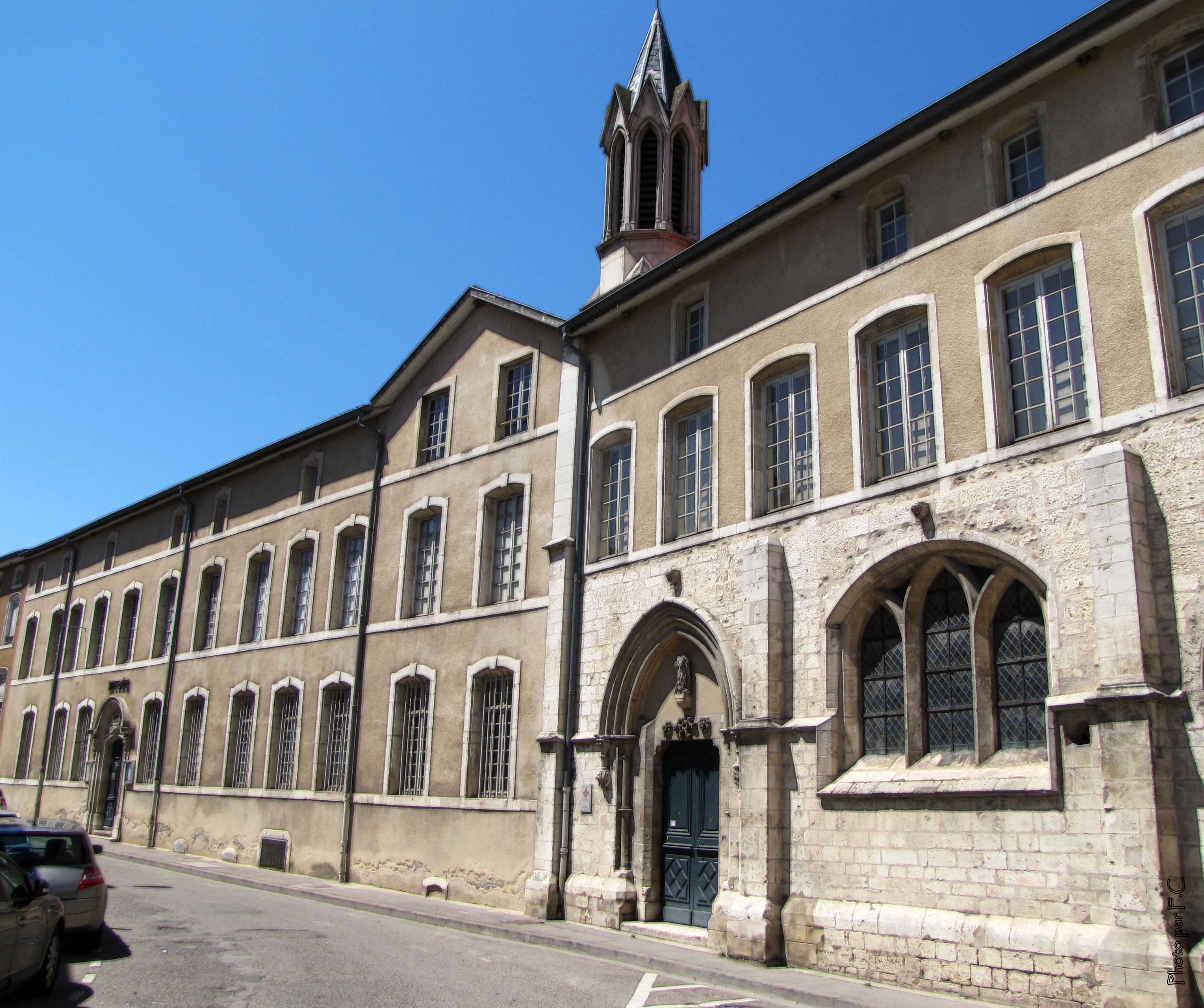
Musée d'art et d'histoire

## Osobnosti
- Svatý Lupus (395–479), franský misionář a biskup
- Aper z Toul (také Epyre, Yspre) (5.-6. století), franský misionář a biskup
- Claude Benoît Duhamel de Querlonde (1721–1808), vojenský inženýr
- Laurent Gouvion de Saint-Cyr (1764–1830), maršál, ministr války
- Marcel Bigeard (1916–2010), vojenský důstojník

## Partnerská města
- Jaroměř, Česká republika, od 1996
- Hamm, Německo, od 1987
- Ostrołęka, Polsko, od 2006